# Trollamossen
Trollamossen este o arie protejată (arie specială de conservare — SAC, sit de importanță comunitară — SCI, arie de protecție specială avifaunistică — SPA) din Suedia întinsă pe o suprafață de 406,9 ha, integral pe uscat.

## Localizare
Centrul sitului Trollamossen este situat la coordonatele 57°35′08″N 14°01′14″E / 57.5855°N 14.0206°E.

## Înființare
Situl Trollamossen a fost declarat sit de importanță comunitară în mai 2006 pentru a proteja 3 specii de animale. Alte tipuri de protecție:
- arie de protecție specială avifaunistică (în mai 2006)[2]
- arie specială de conservare (în ianuarie 2014)[1][3][4]

## Biodiversitate
Situată în ecoregiunea boreală, aria protejată conține 1 habitat natural: Turbării active.
La baza desemnării sitului se află mai multe specii protejate de  păsări (3): ploier auriu (Pluvialis apricaria), cocoșul de mesteacăn (Tetrao tetrix tetrix), fluierar de mlaștină (Tringa glareola).